# Riquadratura
La riquadratura è una tecnica effettuata sul piazzale della cava per riquadrare il blocco di marmo, cioè sezionarlo se troppo grande e dargli forme regolari. Questo lavoro poteva richiedere molte ore e alti costi. Quando non era entrato in uso il filo elicoidale (una vera e propria rivoluzione nel mondo dell'industria marmifera) si utilizzavano grandi seghe rudimentali mosse con la forza delle braccia di due uomini. Non era tanto la dentellatura ma piuttosto la rena e l'acqua versate durante il taglio che facevano sì che si potesse praticare dapprima un'incisione e quindi il completo, graduale, distacco. Già in uso in epoca pre-cristiana (nell'Impero Romano veniva effettuata dai sectores serraii) continuò per secoli anche oltre il 1700, dove già in molti si avvalevano delle segherie ad acqua.